# Mat Walerian
Mateusz „Mat“ Walerian (* 1984) ist ein polnischer Jazz- und Improvisationsmusiker (Altsaxophon, Bassklarinette, Sopranklarinette, Flöte, Komposition).

## Leben und Wirken
Walerian wuchs in Thorn auf und begann mit sechs Jahren Klavier zu spielen; Musik von John Coltrane brachte ihn zum Jazz. Während der Schulzeit begann er Saxophon zu spielen und gehörte dem Schulorchester an. Walerian beschäftigte sich in seinen Studienjahren mit östlicher Philosophie und japanischer Kultur; als Musiker ist er weitgehend Autodidakt. In dieser Zeit lernte er auch Sopranklarinette, Flöte und Bassklarinette. In seinen musikalischen Projekten bewegt er sich zwischen Kammermusik, Jazzklassikern und asiatischen Einflüssen.
Walerian gründete ein eigenes Trio und trat seit 2008 mit Sainthunter, White Lotus, Blackadmin oder Demiurge Droppin’ Acid auf. Im Zen Trio spielte er mit dem Streicher Mieczysław Litwiński und der Harfenistin Zofia Dowgiałło. Auch trat er mit Marcin und Bartłomiej Oleś auf. Er leitet die Konzertreihe Okuden Music und arbeitet im Duo mit seinem Mentor, dem Pianisten Matthew Shipp, mit dem er im Mai 2012 das Album The Uppercut: Live at Okuden aufnahm, das 2015 auf ESP-Disk erschien. Im Oktober 2012 entstand – ebenfalls in der Veranstaltungsreihe Okuden Music Concert Series – das Trioalbum Jungle Live at Okuden (ESP-Disk, 2016), mit Matthew Shipp und Hamid Drake.

## Diskographische Hinweise
- Katarzyna Borek/Vojto Monteur (Wojciech Orszewski) Tempus Fantasy (Warner 2014, nur ein Stück)
- The Uppercut: Live at Okuden (ESP-Disk, 2015), mit Matthew Shipp
- Jungle: Live at Okuden (ESP-Disk, 2016), mit Matthew Shipp, Hamid Drake
- Toxic: This Is Beautiful Because We Are Beautiful People (ESP-Disk, 2017), mit Matthew Shipp, William Parker
- Matthew Shipp Quartet: Sonic Fiction (ESP-Disk, rec. 2015, ed. 2018), mit Michael Bisio, Whit Dickey
- Okuden Quartet: Every Dog Has Its Day But It Doesn’t Matter Because Fat Cat Is Getting Fatter (ESP-Disk, 2020), mit Matthew Shipp, William Parker, Hamid Drake